# 陸鎮默
陸鎮默（1554年—？），字厚躬，號淡源，浙江紹興府餘姚縣人，民籍，明朝政治人物。

## 生平
本名陸部。隆慶元年（1567年）丁卯科浙江鄉試第二十三名，萬曆十一年（1583年）癸未科會試第六十一名，登二甲第十五名進士。通政司觀政，本年官汝州知州，十六年升刑部员外郎，十八年恤刑山东，二十一年京察浮躁免。

## 家族
曾祖陸淵；祖父陸憲；父陸文華。母鄒氏。永感下。從兄陸夢熊（南京工部郎中）；陸位。